# Claude Feuillet
Pour les articles homonymes, voir Feuillet.
Claude Feuillet, né le 14 juillet 1952 à Amboise, est un peintre, sculpteur et illustrateur français.